# Giornalismo on-line
Il giornalismo online (in inglese, web journalism) è l'attività di giornalismo svolta in rete.

## Storia del giornalismo online
In New Journalism Marco Pratellesi divide la storia del giornalismo on-line in fasi ben distinte.

### La nascita negli USA
Bisogna tuttavia premettere che quelli del giornalismo costituiscono stadi di relativa rapida trasformazione nell'ambito della generale evoluzione tecnologica della comunicazione.
Il giornalismo online nasce negli Stati Uniti nel 1992, quando alcune piccole testate giornalistiche decidono di sperimentare il giornalismo su web per avere maggiore visibilità.
I giornali principali arrivano sulla rete nel 1993, non riscuotendo però successo: la versione online, a pagamento, era sostanzialmente la copia della versione stampata. In pochi pagarono per qualcosa che, al solito prezzo, potevano avere in un formato più conosciuto.
La prima piccola testata giornalistica a pubblicare sul web è la San Jose Mercury News, nel 1993.
In Italia, la prima testata ad entrare in rete fu L'Unione Sarda, nell'1994

### Il sexgate
La brutta esperienza americana scoraggiò le case editrici europee, che investirono nel giornalismo online prudentemente, al minimo costo possibile,  con contenuti pubblicati ancora simili alla versione cartacea.
Nel 1998 avviene un importante fatto giornalistico, che cambiò le regole del mondo dei media.
Durante il caso Clinton-Lewinsky, conosciuto come sexgate, l'ampia pubblicazione di servizi costrinse le testate giornalistiche ad anticipare gratuitamente, sul proprio sito, gli articoli, per timore di essere bruciati dalla concorrenza.
Da questo momento in poi sono quindi i giornali online a stabilire i tempi della notizia.
Dal 1999 in poi tutte le maggiori case giornalistiche avranno un sito web.

### L'attentato alle torri gemelle
L'evento chiave di questa fase è quello dell'attentato  alle torri gemelle di New York. Il pomeriggio dell'11 settembre 2001 milioni di utenti si collegarono ai siti di news online in cerca dell'ultima notizia.
Questo episodio dimostra come le regole dei media stessero cambiando: Le testate giornalistiche approfondivano il fatto negli articoli cartacei, e raccontavano in tempo reale lo svolgersi dei fatti sul sito web, compensando così lo svantaggio della stampa dell'informazione su carta, che arriva al lettore molte ore dopo l'accaduto..

## Il giornalismo online oggi
Negli ultimi anni l'aumento della cultura informatica, la diffusione della banda larga e dei social network, hanno determinato un uso più consapevole della rete.
I lettori cercano maggiormente le notizie su internet, che non sono più una copia della versione cartacea, ma spesso articoli interattivi scritti esclusivamente per la rete. Alcune testate (Corriere della Sera, Repubblica, Guardian, New York Times) hanno addirittura dichiarato che il numero dei propri lettori web supera quello della versione tradizionale.
Tutto ciò ha richiamato l'attenzione degli investitori, sempre più disposti a finanziare gli web journal acquistando spazi pubblicitari all'interno di essi.

## Cosa cambia con il giornalismo online
A essere cambiata profondamente è soprattutto la geografia dei sistemi dell'informazione: grazie ai media digitali, infatti, un numero sempre maggiore di persone ha la possibilità di partecipare direttamente alla produzione di sapere e conoscenza. Le piattaforme e le pratiche del web partecipativo cambiano in profondità il ruolo degli intermediari dell'industria culturale, di cui i giornalisti fanno storicamente parte a pieno titolo.
La possibilità di pubblicare informazioni è alla portata di tutti. Proprio per questo motivo i giornalisti faticano a confermare il loro ruolo di garanti della veridicità e autenticità della comunicazione, così da distaccarsi e rimarcare il proprio compito di mediatori e traduttori della realtà, per un maggior numero di persone possibile.
I giornali del futuro saranno fortemente multimediali e interattivi, il terreno di maggior sviluppo per l'editoria sarà Internet. Ciò richiede a giornalisti ed editori un cambiamento di mentalità, per poter affrontare al meglio i cambiamenti di un ambiente in continua evoluzione.

### La redazione
La redazione giornalistica online, rispetto alle redazioni di un giornale cartaceo, svolge maggiormente un lavoro d'ufficio.
Le informazioni infatti vengono raccolte non solo dalle fonti tradizionali (cronache, interviste, agenzie di stampa), ma anche dalle fonti che si trovano su internet, .
I redattori, infine, devono sapere utilizzare i linguaggi multimediali, perché le informazioni da utilizzare non sono solo testi scritti ma anche immagini, filmati o file audio.

### Ipermedia
Il testo online non è solamente scritto. In un articolo in rete possiamo infatti trovare foto, interviste audio e video.
Inoltre, il lettore può sfogliare gli articoli secondo un percorso personalizzabile, non vincolato dalla successione delle pagine, come avviene nei giornali cartacei.
I giornali online sono un esempio di “ipermedia” o "ipertesto multimediale".
Gli ipermedia utilizzano appunto più codici di comunicazione (foto, testo, video, audio), e possono essere letti in modo non lineare..

### Interattività
Il lettore può interagire con il giornale. Il flusso di informazioni non viaggia a senso unico (come nel caso di Radio e TV), ma il lettore può interagire con esso selezionando dal flusso le notizie preferite o richiedendo ulteriori servizi..

### Aggiornamenti in tempo reale
Il contenuto di un giornale online può essere aggiornato continuamente. Ciò comporta un notevole vantaggio per i lettori, che non devono aspettare per conoscere fatti accaduti ore ed ore prima dell'uscita del giornale stampato.
.

### Libertà d'informazione
Attualmente internet garantisce la libera informazione.
Infatti, a differenza di radio e televisioni, limitare i contenuti in internet è difficile, perché ad oggi è impossibile impedire a tutti gli utenti di pubblicare un contenuto in rete.
Il web ci aiuta a verificare ciò che leggiamo sui giornali e sentiamo alla TV, diventando così un'alternativa all'informazione giornalistica tradizionale.